# Seilandstuva
La Seilandstuva és la muntanya més alta de l'illa de Seiland al comtat de Finnmark, Noruega. Amb 1078 metres d'altura, la muntanya es troba a la frontera entre els municipis d'Alta i Hammerfest, i dins del Parc Nacional de Seiland.